# Grupo El Árbol
Grupo El Árbol és un grup de distribució amb seu a Valladolid (Castella i Lleó, Espanya) que compta amb 370 supermercats repartits per nord-est i sud-est d'Espanya. L'any 2008 es va posicionar com la quarta empresa per volum de negoci a la província de Valladolid.
Es va fundar l'any 1941 i el 1959 va iniciar l'expansió quan es va integrar al grup Spar.